# Новый Венец
Но́вый Вене́ц — посёлок в Гагинском районе Нижегородской области. Входит в состав Ветошкинского сельсовета.

## География
Посёлок находится в южной части Нижегородской области, на расстоянии приблизительно 10 км (по прямой) на восток от села Гагино, административного центра района.

## Население
| 2002 | 2010 |
| ---- | ---- |
| 47   | ↘35  |

Постоянное население составляло 47 человек (русские 100 %) в 2002 году, 35 человек в 2010 году.

## Улицы
В посёлке имеется одна улица: Конечная. 